# Kevin Constantine
Kevin Lars Constantine (* 27. Dezember 1958 in International Falls, Minnesota) ist ein ehemaliger US-amerikanischer Eishockeytorwart und derzeitiger -trainer. In der National Hockey League betreute Constantine die San Jose Sharks, Pittsburgh Penguins und New Jersey Devils als Cheftrainer.

## Karriere
Während seiner dreijährigen Zeit am College spielte Constantine am Rose Polytechnic Institute in Indiana auf der Torhüterposition. Obwohl ihn die Montréal Canadiens im NHL Amateur Draft 1978 in der neunten Runde an 154. Position auswählten, bestritt Constantine nie ein Spiel in der National Hockey League.
Bereits 1985 begann er seine Karriere als Trainer. Zunächst coachte er in der unterklassigen United States Hockey League (USHL) und übernahm einen Posten als Assistenztrainer in der International Hockey League (IHL). Zur Saison 1991/92 erhielt Constantine sein erstes Angebot als Cheftrainer für ein IHL-Team. In seiner ersten Saison führte er die Kansas City Blades gleich zum Gewinn des Turner Cup. In der Saison 1992/93 erreichte er mit dem Team die zweite Runde der Playoffs, ehe er zum Beginn der Saison 1993/94 den Posten als Cheftrainer der San Jose Sharks übernahm.
Die Sharks hatten in ihren ersten zwei NHL-Spielzeiten mehr als enttäuscht, doch Constantine führte das Team auf Anhieb in die Playoffs und schaltete in der ersten Runde, die in der Western Conference an Nr. 1 gesetzten Detroit Red Wings aus. In der verkürzten Saison 1994/95 führte er das Team abermals in die Playoffs, doch in seiner dritten Saison wurde Constantine aus seinem Amt entlassen, da er in den ersten 25 Spielen nur drei Spiele gewinnen konnte. In der Saison 1996/97 assistierte er Brian Sutter bei den Calgary Flames.
Bereits nach einem Jahr wechselte Constantine zu den Pittsburgh Penguins, wo er wieder Cheftrainer eines NHL-Teams wurde. In seinen drei Jahren dort erging es ihm ähnlich wie in San Jose. Nach zwei tollen Jahren, wo es Constantine und den Penguins in der Saison 1998/99 ebenfalls gelang, das beste Team der regulären Saison in der ersten Playoff-Runde auszuschalten, war der Start in die dritte Saison wider Erwarten schwach und so wurde er nach 26 Spielen seines Amtes enthoben. Constantine ist bis heute der einzige NHL-Coach dem das Kunststück gelang, mit zwei an Nr. 8 gesetzten Teams die zweite Playoff-Runde zu erreichen.
Nach seiner Entlassung nahm sich der US-Amerikaner eine kurze Auszeit und gründete die Pittsburgh Forge, die ab der Saison 2001/02 an der NAHL-Meisterschaft teilnahmen. Constantine füllte dabei die Position des Co-Trainers und General Managers aus, ehe ihn die New Jersey Devils während der laufenden Saison für den Rest der Spielzeit verpflichteten. Trotz des geglückten Einzugs in die Playoffs wurde sein Vertrag nicht verlängert.
Daraufhin übernahm er die Cheftrainer-Position der Everett Silvertips, einem neu gegründeten WHL-Franchise, die er gleich im ersten Jahr ins Playoff-Finale führte und er selbst als bester Trainer ausgezeichnet wurde. Vier Jahre lang trainierte er die Silvertips, ehe er im Sommer 2007 Cheftrainer der Houston Aeros aus der American Hockey League (AHL) wurde.
2010 wurde er als Cheftrainer der  Ducs d’Angers aus der Ligue Magnus vorgestellt. Im Oktober 2010 verließ er die Ducs wieder und wurde Trainer des HC Ambrì-Piotta aus der Schweizer National League A.
Nachdem er mit dem HC Ambrì-Piotta in den Saisons 2010/11 und 2011/12 in die Ligaqualifikation (Auf-, Abstiegsrunde) musste und in der Saison 2012/13 eine lange Niederlagenserie hinlegte, wurde er von Serge Pelletier auf dem Posten des Cheftrainers ersetzt. Constantine übernahm in der Folge den Posten des Headscouts, bevor er im Juni 2013 bei den Everett Silvertips (WHL) als Cheftrainer unterschrieb. Im Juni 2017 wurde Constantine vom südkoreanischen Klub Daemyung Killer Whales aus der Asia League Ice Hockey (ALIH) verpflichtet.
Zwischen 2021 und 2023 war Cheftrainer von Fehérvár AV19 aus der multinationalen ICE Hockey League, zudem betreute er in der Saison 2022/23 parallel das Nationalteam Ungarns.
Zur Saison 2023/24 wurde Constantine Cheftrainer der Wenatchee Wild aus der WHL, wurde aber bereits im September 2023 aufgrund diskriminierender Äußerungen suspendiert und wenige Tage später entlassen.

## Erfolge und Auszeichnungen
- 1992 Commissioner’s Trophy
- 2004 Dunc McCallum Memorial Trophy

## NHL-Trainerstatistik
S=Siege; N=Niederlagen; U=Unentschieden; OTL=Overtime-Niederlage